# 彼得·辛格
彼得·辛格（英語：Peter Albert David Singer，1946年7月6日—），著名澳大利亚哲学家，現代效益主義代表人物，動物解放運動活動家，美國普林斯顿大学生物伦理学教授，澳大利亞墨尔本大学应用哲学与公共伦理中心荣誉教授。他专事于应用伦理学的研究，从效用主义的观点来思考伦理问题。他以著作《動物解放》、論文《飢荒、富裕和道德》而聞名。

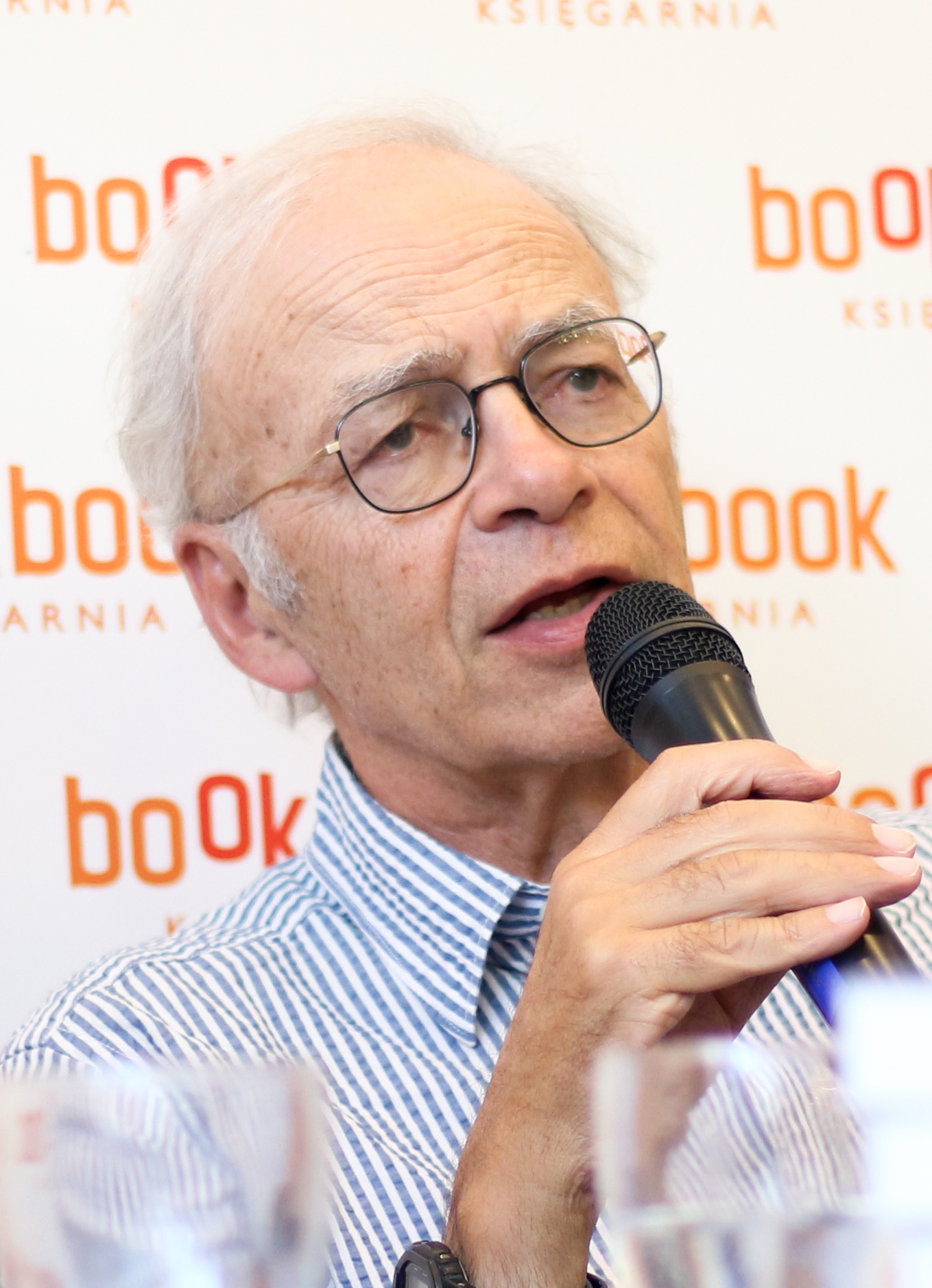

辛格曾兩次擔任蒙納士大學哲學系主任，並在那裡創立了人類生物倫理學中心。1996 年，他作为绿党候选人竞选澳大利亚参议院，但未成功。2004年，辛格被澳大利亞人文社會理事會評為澳大利亞年度人文主義者。2005年，《悉尼晨鋒報》將辛格列為澳大利亞十大最具影響力的公共知識分子之一。辛格是澳大利亞動物協會的聯合創始人，也是The Life You Can Save的創始人。

## 生平
彼得·辛格于1946年7月6日出生于澳大利亚维多利亚州墨尔本。他的父母是奥地利犹太人，1938 年奥地利被纳粹德国吞并（Anschluss）后从维也纳移民到澳大利亚，并定居在墨尔本。
他曾就读于墨尔本大学，在1967年以优异的成绩获得了墨尔本大学学士学位，还在1969年获得了哲学硕士学位。然后他前往英国牛津大学学习，并于1971年获得了哲學學士学位。他曾经两度在莫纳什大学任哲学教授，在那儿，他成立了人类生物伦理学中心。其於1975年出版的《動物解放》（Animal Liberation）標誌了動物解放運動的開端，本書更被譽為「動物解放運動的聖經」，雖然他本人撇清這個封號，不過他對整個運動影響甚大，並擔任「澳大利亞與紐西蘭動物組織聯合會」副會長，且以「非暴力」作為動物解放運動方向。

### 於東亞的活動
彼得辛格曾到訪東亞各國演講交流，如於2016年到訪台灣討論動物權益，又曾於2015年及2024年到訪香港，於2007年到韓國演講等。